# كياران كانون
كياران كانون (Ciarán Cannon) هو سياسي أيرلندي. كانون هو سيناتور في مجلس الشيوخ الأيرلندي منذ عام 2007، ورئيس حزب الديمقراطيين التقدمي منذ عام 2008. انتخب لمجلس مقاطعة غالواي عام 2004. عام 2007 خسر كمرشح عن حزب الديمقراطيين التقدمي للحصول على ثلاثين مقعد في مجلس النواب، أصبح كانون رئيسا لحزب الديمقراطيين التقدمي في 17 أبريل 2007 بعد حصوله على 51 % من الأصوات.

## وصلات خارجية
- سيرة موجزة من موقع حزب الديمقراطيين التقدمي